# Pristimantis lutitus
Pristimantis lutitus es una especie de anfibio anuro de la familia Craugastoridae.

## Distribución
Esta especie es endémica del departamento de Santander en Colombia. Habita en Charalá entre los 1750 y 2400 m de altitud en la Cordillera Oriental.

## Publicación original
- Lynch, 1984 : New frogs (Leptodactylidae: Eleutherodactylus) from cloud forest of northern Cordillera Oriental, Colombia. Contributions in Biology and Geology, Milwaukee Public Museum, vol. 60, p. 1-19.[5]